# 空間編成
空間編成（くうかんへんせい、英語: spatial configuration）とは、人間の手が加わっていない原初的空間（pristine space）に対して人間が新たな要素を追加する（空間の実質的包摂）ことで生産された空間のことである。
絶対空間の包摂は、有界化を通じて境界とそれに取り囲まれた領域を生産する。また、相対空間の包摂は、距離の物理的絶滅を図る集積ならびに交通・通信のネットワークを生産し、それぞれの地点を場所として異質化する。これらが全体として地表上で連関しあうと、空間編成となる。空間編成が地表に刻み込まれ可視的となった部分は、特に建造環境と呼ばれる。
この空間包摂のありさまは、支配的な経済・社会組織が異なれば、当然に異なってくる。それゆえ、空間が編成されるありさまもまた、支配的な経済・社会組織のあり方の変化とともに変化する。
空間編成は、もともと英国出身の社会・経済地理学者デヴィッド・ハーヴェイによって提唱された概念であり、日本の経済地理学研究によってさらに彫琢されてきた。空間編成の概念は、日本の経済地理学会の中心的な人々が唱導する地域構造のように、空間的異質性の記述ないしせいぜい既存の立地論を援用しただけの静態的概念ではなく、経済・社会による空間の実質的包摂という空間的社会過程に裏付けられた動態性をはらむところに、その特徴と概念上の優位性がある。